# A String of Pearls
Pour les articles homonymes, voir String et Pearl.
Clip vidéo
[vidéo] « Glenn Miller - A String of Pearls », sur YouTube
A String of Pearls (Un collier de perles, en anglais) est un standard de jazz-swing américain, composé par Jerry Gray (en), avec des paroles d'Eddie DeLange,. Son enregistrement en version musicale par Glenn Miller, en 1941, chez Bluebird Records, en fait un des nombreux grands succès de son répertoire et de l'ère du big band jazz des années 1940. 

## Historique

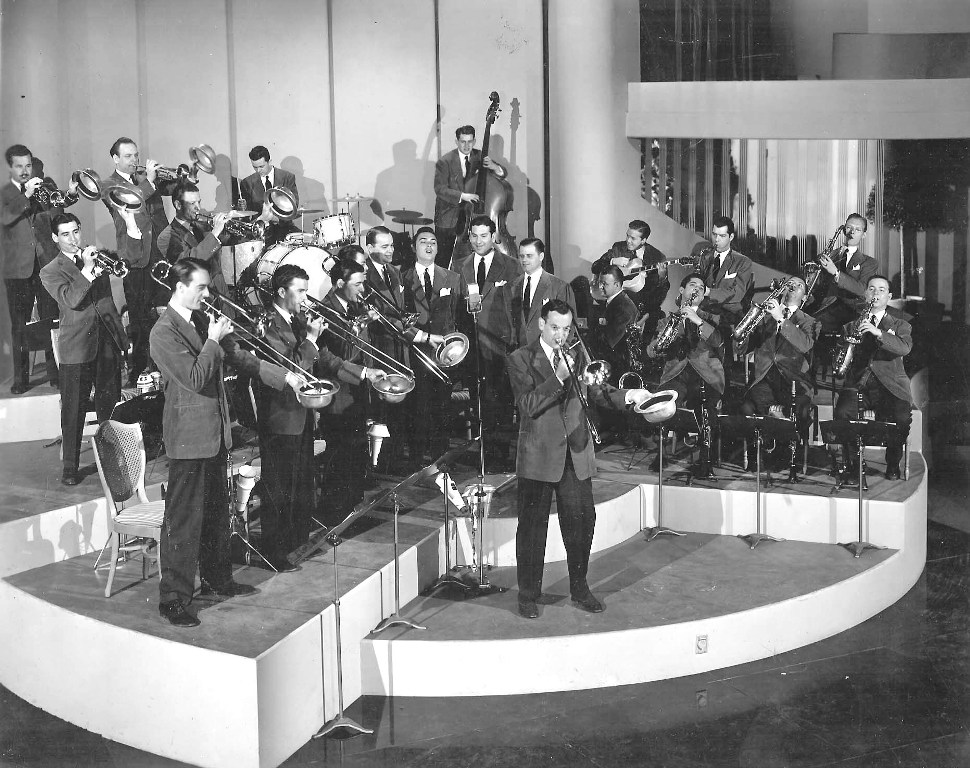
Glenn Miller et son big band jazz, vers 1940

Glenn Miller enregistre ce titre le 3 novembre 1941 à New York, avec Day Dreaming sur la face A. Le disque est classé n° 1 des ventes Billboard 1942 aux États-Unis.

## Reprise
Ce standard de jazz est repris par de nombreux interprètes, en particulier par Benny Goodman en tant que V-Disc pour le moral des troupes de l'armée américaine sur le front de la Seconde Guerre mondiale. 

## Au cinéma, musique de film
- 1954 : Romance inachevée, d'Anthony Mann (biographie de Glenn Miller).
- 1971 : Ce plaisir qu'on dit charnel, de Mike Nichols, avec Jack Nicholson.
- 1977 : Bon Dieu !  (Oh, God!), de Carl Reiner.
- 1986 : Coup double, de Jeff Kanew, avec Burt Lancaster et Kirk Douglas.
- 1987 : Le Sicilien, de Michael Cimino, avec Christophe Lambert.
- 1993 : Denis la Malice, de Nick Castle.
- 2008 : Les Noces rebelles, de Sam Mendes, avec Kate Winslet et Leonardo DiCaprio.